# Lacertins
Els lacertins (Lacertinae) són una  subfamília de sauròpsids (rèptils) de la família Lacertidae. Les seves espècies es coneixen popularment como a llangardaixos o fardatxos els més grans i sargantanes els més petits.

## Taxonomia
La subfamília Lacertinae inclou els següents gèneres:
- Gènere Acanthodactylus
- Gènere Adolfus
- Gènere Algyroides
- Gènere Australolacerta
- Gènere Darevskia
- Gènere Eremias
- Gènere Gastropholis
- Gènere Holaspis
- Gènere Heliobolus
- Gènere Iberolacerta
- Gènere Ichnotropis
- Gènere Lacerta
- Gènere Latastia
- Gènere Meroles
- Gènere Mesalina
- Gènere Nucras
- Gènere Ophisops
- Gènere Pedioplanis
- Gènere Philochortus
- Gènere Podarcis
- Gènere Poromera
- Gènere Pseuderemias
- Gènere Takydromus
- Gènere Timon
- Gènere Tropidosaura
- Gènere Zootoca